# Stoptjärnen, Härjedalen
Stoptjärnen är en sjö i Härjedalens kommun i Härjedalen och ingår i Ljusnans huvudavrinningsområde. Sjön har en area på 0,127 kvadratkilometer och ligger 652,1 meter över havet.

## Delavrinningsområde
Stoptjärnen ingår i det delavrinningsområde (693008-135709) som SMHI kallar för Utloppet av Stoptjärnen. Medelhöjden är 722 meter över havet och ytan är 10,44 kvadratkilometer. Det finns inga avrinningsområden uppströms utan avrinningsområdet är högsta punkten. Vattendraget som avvattnar avrinningsområdet har biflödesordning 2, vilket innebär att vattnet flödar genom totalt 2 vattendrag innan det når havet efter 351 kilometer. Avrinningsområdet består mestadels av skog (77 procent) och sankmarker (15 procent). Avrinningsområdet har 0,13 kvadratkilometer vattenytor vilket ger det en sjöprocent på 1,2 procent.